# Comarca de Glória de Dourados
|}
A Comarca de Glória de Dourados  é uma comarca brasileira localizada no município de Glória de Dourados, no estado de Mato Grosso do Sul, a 250 quilômetros da capital.

## Generalidades
Sendo uma comarca de primeira entrância, tem uma superfície total de 491,7 km², o que totaliza aproximadamente 0,2% da superfície total do estado. A povoação total da comarca é de 9,9 mil habitantes, aproximadamente 0,4% do total da povoação estadual, e a densidade de povoação é de 20,18 habitantes por km².
A comarca inclui o município de Glória de Dourados. Limita-se com as comarcas de Ivinhema, Angélica, Deodápolis, Dourados e Fátima do Sul.
Economicamente possui PIB de R$ 99 290 000,00 e PIB per capita de R$ 10 001,02